# Martijn Nuijens
Martijn Nuijens (né le 18 novembre 1983 au Helder, Pays-Bas) est un athlète néerlandais, spécialiste du saut en hauteur.

## Biographie
En 2009, Martijn Nuijens prend la 5e place aux Championnats du monde en franchissant 2,23 m.

## Performances
Martijn Nuijens a franchi 2,29 m à Bergen en juin 2009.

## Palmarès
| Date | Compétition           | Lieu   | Résultat | Performance |
| ---- | --------------------- | ------ | -------- | ----------- |
| 2009 | Championnats du monde | Berlin | 5e       | 2,23 m      |